# Louis-Antoine Garnier-Pagès
Louis-Antoine Garnier-Pagès (16. února 1803 Marseille – 31. října 1878 Paříž) byl francouzský politik.

## Životopis
Louis-Antoine Garnier-Pagès působil jako obchodní makléř v Paříži a poprvé vstoupil do politického života v roce 1830, kdy stavěl barikády ve čtvrti Sainte-Avoye během červencové revoluce. Poté se opět věnoval obchodu a od roku 1841 vstoupil aktivně do politiky. Byl zvolen poslancem Národního shromáždění, kde byl členem krajní levice. Během únorové revoluce 1848 byl zvolen starostou Paříže (24. února). Když se však 5. března stal členem prozatímní vlády, kde se stal ministrem financí, postu starosty se vzdal. Krátce poté byl zvolen do výkonného výboru, který nahradil provizorní vládu, ale po pouhých šesti týdnech byl vyloučen a působil jako běžný poslanec. Do Národního shromáždění nebyl zvolen, proto se vrátil do soukromého života a věnoval se průmyslovému podnikání a rovněž sepsal dějiny revoluce 1848 (Histoire de la Révolution de 1848), které vyšly v letech 1861-1862. V březnu 1864 byl opět zvolen za Paříž do Národního shromáždění, kde byl v opozici. Po pádu druhého císařství v září 1870 se stal členem prozatímní vlády. Ve volbách 8. února 1871 již nebyl zvolen do Národního shromáždění, opustil tedy zcela politiku a z důvodu slabého zdraví se usadil v Cannes. Zemřel v Paříži v roce 1878.